# Wydawnictwo Czwarta Strona
Zasugerowano, aby zintegrować ten artykuł z artykułem Wydawnictwo Poznańskie (dyskusja). Nie opisano powodu propozycji integracji.
Wydawnictwo Czwarta Strona – polskie wydawnictwo literackie, powstałe w 2014 r. jako imprint Wydawnictwa Poznańskiego. W ofercie oficyny znajdują się m.in. beletrystyka, biografie, kryminały czy fantastyka. Uznawane za jedno z najmłodszych polskich wydawnictw.
Wydawnictwo swój pierwszy rok działalności zakończyło z sześcioma wydanymi książkami. Rok 2015 to już blisko 30 nowych tytułów. Siedziba wydawnictwa mieści się w Poznaniu.

## Oferta wydawnicza
Wydawnictwu przyświeca motto: „Czwarta Strona – Nowy punkt czytania”. Oferta wydawnicza Czwartej Strony opisywana jest jako "idealna na leniwe, jesienne popołudnia z kubkiem herbaty, poranki w ogrodzie i długie podróże pociągiem". Książki spod znaku nowego wydawnictwa mają trafiać do czytelników oczekujących zarówno dobrej rozrywki, jak i tych „poszukujących". W ofercie Czwartej Strony znajdują się znakomite kryminały, poradniki, powieści fantastyczne, horrory i thrillery współczesnych autorów. Czwarta Strona wydaje również książki dedykowane młodzieży.

## Autorzy
Wydawnictwo skupia się głównie na wydawaniu najnowszych książek autorstwa polskich i zagranicznych pisarzy

### Polscy autorzy
Wydawnictwo Czwarta Strona od początku swojej działalności postawiło na tytuły stworzone przez polskich twórców. Wśród pisarzy wydających w Czwartej Stronie znaleźli się m.in.:
- Remigiusz Mróz
- Paulina Hendel
- Magdalena Knedler
- Michał Larek
- Adam Faber
- Małgorzata Rogala
- Agata Przybyłek
- Robert Małecki
- Joanna Opiat-Bojarska
- Karolina Wilczyńska

### Zagraniczni autorzy
W katalogu Czwartej Strony znajdują się również książki zagranicznych twórców. Wśród nich wymienić możemy m.in.:
- George R. R. Martin
- Alwyn Hamilton
- Victoria Schwab
- Peadar O'Guilin
- Adam Silvera
- Charles Foster
- E. Annie Proulx
- Dmitrij Bykow
- Sarah Hilary
- Amy Stewart

## Wybrane serie wydawnicze
Nakładem wydawnictwa Czwarta Strona ukazały się m.in. następujące serie:

### Literatura obyczajowa
- Seria z Joanną Chyłką – Remigiusz Mróz
- Cykl Stacja Jagodno – Karolina Wilczycka
- Seria z psycholog Aleksandrą Wilk – Joanna Opiat-Bojarska
- Cykl z komisarz Anną Lindholm – Magdalena Knedler

### Literatura młodzieżowa
- Cykl Buntowniczka z pustyni – Alwyn Hamilton
- Cykl Żniwiarz – Paulina Hendel
- Cykl Świat Verity – Victoria Schwab
- Cykl Kroniki Jaaru – Adam Faber